# Heinz Krimmer

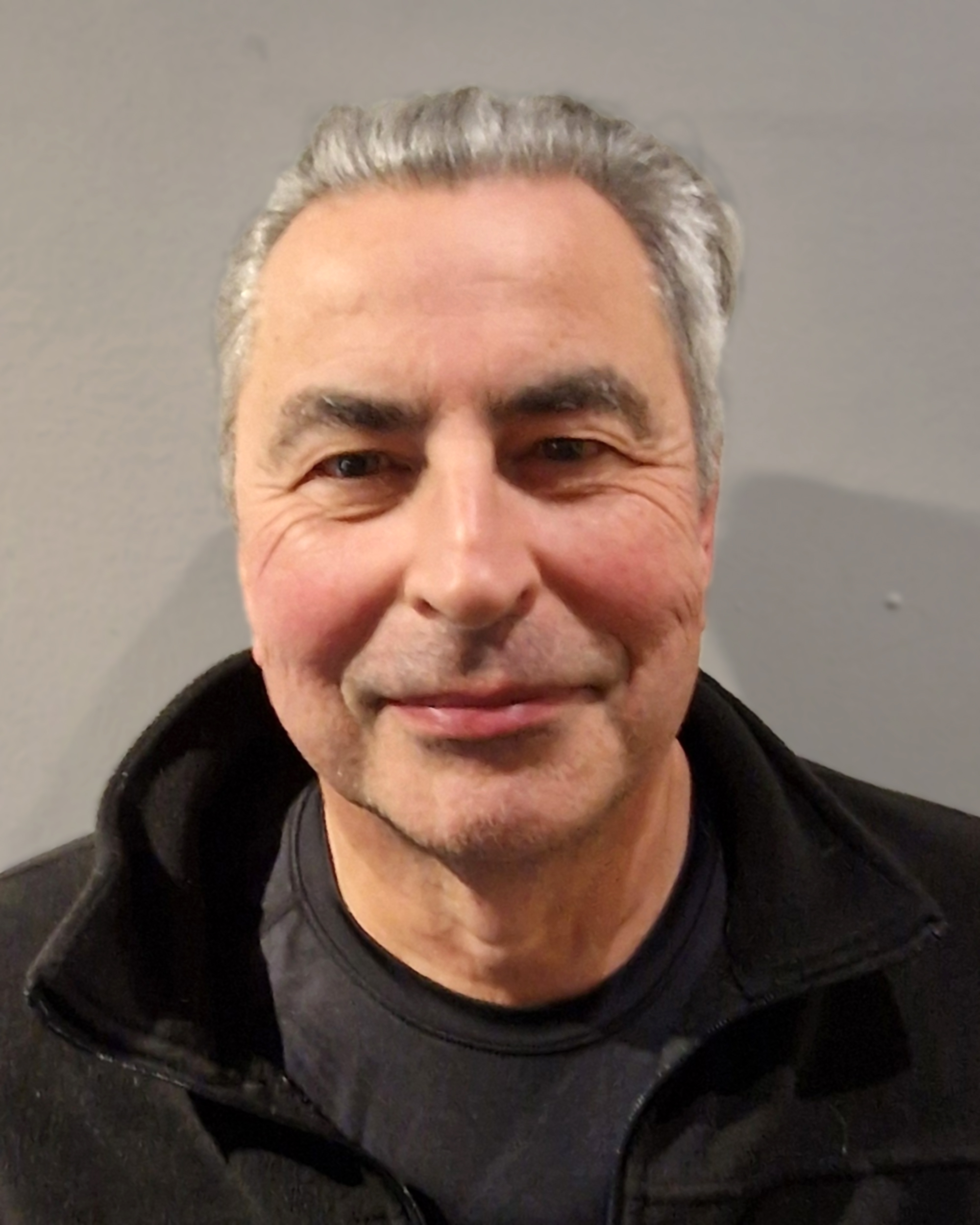
Heinz Krimmer, 2024

Heinz Krimmer (* 11. März 1960 in Würzburg) ist ein deutscher Journalist, Dozent, Foto- und Videograf, Herausgeber und Autor. Er lebt und arbeitet in Berlin.

## Leben & Wirken
Heinz Krimmer besuchte das Martin-Schleyer-Gymnasium Lauda-Königshofen und legte dort das Abitur ab. Nach seinem Zivildienst in Stuttgart studierte er an der Freien Universität Berlin Geschichte, Germanistik und Publizistik. Schon während des Studiums arbeitete er als freier Bild- und Textjournalist für die taz, den Spiegel und andere Medien. Fotografie und Biologie bilden die Schwerpunkte seiner Arbeit.

### Fotografie
1986 arbeitete er für das Kunstamt Schöneberg und wirkte bei der ersten deutschen Ausstellung des amerikanischen Kriegsfotografen Robert Capa mit. 1987 gründete er zusammen mit Ernst Volland die Bildagentur „Voller Ernst“ und widmete sich der analogen und digitalen Archivierung von Objekten und Fotografien. Er entwickelte eine Mediendatenbank zur Archivierung, die bei Firmen im Einsatz ist.
Nach dem Zusammenbruch der Sowjetunion Anfang der 1990er Jahre widmeten sich er und Volland dem Werk von Jewgeni Chaldej, der zu den bedeutendsten Kriegsfotografen des Zweiten Weltkrieges gehört. Bis zum Tode Chaldejs im Jahre 1997 wurde der wichtigste Teil seines Werkes aufgearbeitet und der Öffentlichkeit zugänglich gemacht. Krimmer und Volland gaben mehrere Bücher Chaldejs heraus und kuratierten 2008 mit Unterstützung der Kulturstiftung des Bundes eine Retrospektive im Martin-Gropius-Bau in Berlin.

### Biologie
Seit den 2010er Jahren widmete sich Krimmer verstärkt Themen der Meeresbiologie und des Umweltschutzes. Als langjähriger Taucher und Unterwasserfotograf sowie -filmer produzierte er Multimediaanwendungen für digitale Endgeräte, die biologische Inhalte mit Hilfe von Filmen, Fotografien und Text vermittelten und hielt Vorträge zu diesen Themen.
Als Autor des Franckh-Kosmos-Verlages in Stuttgart veröffentlichte er mehrere Bücher. Von 2018 bis 2022 arbeitete er für die Universität Bremen, Fachbereich Marine Ökologie. Als Mitglied des Organisationteams der beiden bedeutenden Weltkorallenriffkonferenzen ICRS2021 und ICRS2022, die von der Universität Bremen ausgerichtet wurden, war er verantwortlich für die Öffentlichkeitsarbeit.
Krimmer veröffentlichte in nationalen und internationalen Medien, so in der Zeitschrift mare. Er arbeitete auch als Dozent für die Junior Zoo-Universität Berlin und die Hochschule Hannover. Er ist Gründer von edustock.org, die „Bilder für Bildung“ für Schulen und Universitäten zur Verfügung stellt.

## Veröffentlichungen (Auswahl)
- Die Wildnis der Zukunft. Vom Leben und Überleben in der Welt der Menschen, Franckh-Kosmos, Stuttgart 2023, ISBN     978-3-440-17462-3
- Aliens der Ozeane. Neun Gehirne und drei Herzen – die bizarre Welt der Tintenfische, Franckh-Kosmos, Stuttgart 2019, ISBN     978-3-440-50197-9
- Netzwerk Korallenriff: wertvoller als Google, Apple & Co., Franckh-Kosmos, Stuttgart 2017, ISBN     978-3-440-15447-2
- fishGuideTV. Multimedia App (Video, Fotografie und Film) zur Bestimmung von 800 Fischarten des Indopazifik, Jahr Top Special Verlag, Hamburg 2015
- Tauchreiseführer Rotes Meer, Franckh-Kosmos, Stuttgart 2012, ISBN     978-3-86153-425-9
- als Herausgeber, mit Ernst Volland: Jewgeni Chaldej: Kriegstagebuch, Das Neue Berlin, Berlin 2011, ISBN     978-3-360-02113-7
- als Herausgeber, mit Ernst Volland: Jewgeni Chaldej: Der bedeutende Augenblick, Neuer Europa-Verlag, Berlin 2008, ISBN     978-3-86695-121-1
- als Herausgeber, mit Ernst Volland: Jewgeni Chaldej: Von Moskau nach Berlin, Nicolai Verlag, Berlin 1994, ISBN 3-87584-522-6

## Auszeichnungen
- Bestes Sachbuch, Oktober 2017: EMYS-Sachbuchpreis für „Netzwerk Korallenriff: wertvoller als Google, Apple & Co.“